# Список глав правительства Португалии
Список глав правительства Португалии включает в себя руководителей правительства страны со времени установления в 1834 году конституционной монархии и создания канцелярии Президента совета министров (порт. President do Conselho de Ministros). В настоящее время правительство Португалии возглавляет Премьер-министр Португальской Республики (порт. Primeiro Ministro da República Portuguesa), чьё положение в системе государственной власти определяет конституция, принятая в 1976 году после революции гвоздик (с последующими поправками).

## Конституционное положение

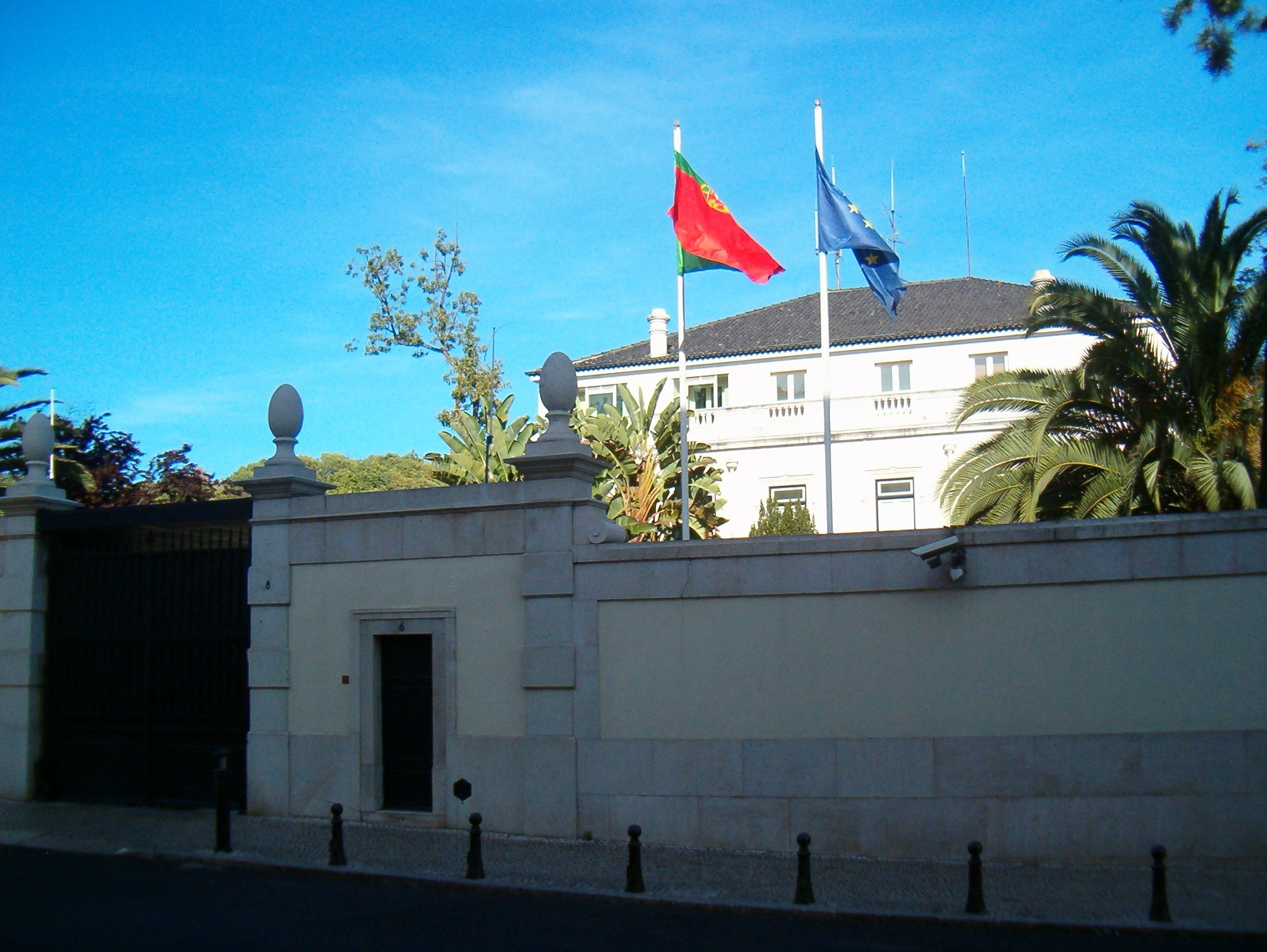
Особняк позади Дворца Сан-Бенту, резиденция премьер-министра

Посвящённая правительству часть IV (статьи 182—201) конституции устанавливает, что оно является органом, проводящим общую политику страны, и высшим органом государственной власти (ст. 182). Конституция различает Совет министров, в который входят премьер-министр, его заместители (при наличии) и министры (ст. 184), и правительство, включающее также государственных секретарей и их заместителей (ст. 183). Премьер-министр назначается и освобождается от должности президентом республики (вместе с полномочиями премьер-министра прекращаются полномочия других членов правительства). Формальное прекращение полномочий премьер-министра происходит в момент назначения на пост нового лица, при этом уходящее правительство (а равно и новое правительство до рассмотрения его программы в Ассамблее Республики) в своих действиях должно ограничиться принятием мер, обеспечивающих управление государственными делами (ст. 186). Президент назначает премьер-министра после консультаций с партиями, представленными в Ассамблее, в свете результатов выборов, а также других членов правительства по предложению премьер-министра (ст. 187). Программа правительства определяет основные политические ориентиры и меры, предлагаемые в различных областях государственной деятельности (ст. 188). Члены правительства связаны его программой (ст. 189) и подотчётны: правительство в целом — президенту и Ассамблее, премьер-министр — президенту (ст. 190), заместители премьер-министра и министры — премьер-министру, государственные секретари и их заместители — премьер-министру и профильному министру (ст. 191). Дебаты при рассмотрении программы, которую правительство должно представить в Ассамблею в виде заявления премьер-министра в срок, не превышающий 10 дней со дня своего назначения, не могут длиться более 3 дней (ст. 192). В дальнейшем правительство вправе обратиться к Ассамблее с просьбой принять решение о доверии по любому вопросу, представляющему важный национальный интерес (ст. 193), равно по инициативе одной четверти от общего состава Ассамблеи может быть поставлен вопрос недоверия правительству в связи с осуществлением его программы или по любому вопросу, представляющему важный национальный интерес, однако если решение о недоверии не будет принято, его инициаторы не могут вновь ходатайствовать о недоверии в отношении того же правительства в течение года (ст. 194).
Основаниями для отставки правительства являются: начало работы нового состава Ассамблеи; принятие президентом республики отставки премьер-министра; смерть премьер-министра или его установленная нетрудоспособность или недееспособность; отклонение правительственной программы; провал запроса о доверии или принятие предложения о недоверии абсолютным большинством голосов всех депутатов Ассамблеи; решение президента, принятое для обеспечения нормального функционирования демократических институтов и после консультаций с Государственным советом (ст. 195). Премьер-министр руководит общей политикой правительства, координирует и направляет действия всех министров, руководит работой правительства и его взаимодействием с другими государственными структурами, информирует президента республики о вопросах, касающихся проведения внутренней и внешней политики страны; исполнительные законы и другие постановления правительства подписываются премьер-министром с министрами согласно их компетенции (ст. 201).

## История государственной должности
Истоки сложившегося к настоящему времени мандата премьер-министра Португалии восходят к началу португальской монархии в XII веке. Старший чиновник короля Португалии (им мог быть майордом, канцлер, личный секретарь короля или государственный секретарь) обеспечивал координацию управления королевством, отчасти исполняя функции премьер-министра в современном понимании. В 1736 году были созданы три должности государственного секретаря (позже их число было до шести), из которых секретарь внутренних дел занял преобладающее положение. Принципы парламентаризма в Португалии стали складываться после произошедшей в 1820 году либеральной революции. После краткого периода абсолютистской реставрации в 1834 году в результате мигелистских гражданских войн утвердилась конституционная монархия (конституция была октроирована королевой Марией II 4 апреля 1838 года) и была создана канцелярия Президента совета министров (порт. President do Conselho de Ministros).
После провозглашения республики в результате революции 1910 года наименование должности главы правительства было изменено на Президент министров (порт. President do Ministério). Первоначально над республиканскими кабинетами доминировал парламент, нестабильность в котором приводила к их частой смене. После переворота 28 мая 1926 года и установления режима Нового государства подготовленная Антонио ди Салазаром и принятая на референдуме 19 марта 1933 года новая конституция для главы правительства восстановила наименование «президент совета министров» (этот пост стал самым значимым в стране). В принятой после Революции гвоздик конституции было установлено современное наименование поста Премьер-министр Португальской Республики.

## Характеристика списка
Применённая в первых столбцах таблиц нумерация является условной. Также условным является использование в первых столбцах цветовой заливки, служащей для упрощения восприятия принадлежности лиц к различным политическим силам без необходимости обращения к столбцу, отражающему партийную принадлежность. В случае, когда глава правительства получил повторные полномочия последовательно за первоначальными, раздельно отражается каждый срок полномочий. В столбце «Выборы» отражены состоявшиеся выборные процедуры, сформировавшие состав парламента, утвердившего состав правительства или поддержавшего его. Наряду с партийной принадлежностью, в столбце «Партия» также отражён внепартийный (независимый) статус персоналий или их принадлежность к вооружённым силам, когда они выступали как самостоятельная политическая сила.

## Конституционная монархия (1834—1910)
Всего в период с 1834 по 1910 годы в Королевстве Португалии (порт. Reino de Portugal, номинально Королевстве Португалии и Алгарве, порт. Reino de Portugal e dos Algarves) работало 61 правительство; они показаны в столбце «кабинет» под соответствующими порядковыми номерами с дополнительным индексом «м» («монархия»).
|             | Портрет | Имя (годы жизни) | Полномочия       | Полномочия       | Партия                                                                 | Выборы         | Кабинет       | Пр.           |
| Начало      | Портрет | Имя (годы жизни) | Окончание        |                  | Партия                                                                 | Выборы         | Кабинет       | Пр.           |
| ----------- | --- | --- | ---------------- | ---------------- | ---------------------------------------------------------------------- | -------------- | ------------- | ------------- |
| 1 (I)       | | дон Педру де Соза Олштейн, 1-й герцог де Палмела (1781—1850) порт. Pedro de Sousa Holstein, 1.º duque de Palmela | 24 сентября 1834 | 28 апреля 1835   | Хартисты / Шаморру                                                     | 1834           | 1 (м)         | [ 11 ] [ 12 ] |
| —           | Совет в составе: Жозе да Силва Карвалью Агоштинью Жозе Фрейре Дон Жозе Луиш де Соза Ботелью Моран и Вашконселуш, граф де Вила Реал Мануэл Лейтан Дуарте дон Виториу Мария Франсишку де Соза Коутиньо Тейшейра де Андраде Барбоза, граф де Линьяреш              | Совет в составе: Жозе да Силва Карвалью Агоштинью Жозе Фрейре Дон Жозе Луиш де Соза Ботелью Моран и Вашконселуш, граф де Вила Реал Мануэл Лейтан Дуарте дон Виториу Мария Франсишку де Соза Коутиньо Тейшейра де Андраде Барбоза, граф де Линьяреш                      | 28 апреля 1835   | 4 мая 1835       | Шаморру                                                                | 1834           | 1 (м)         | [ 13 ]        |
| 2           | | Виториу Мария Франсишку де Соза Коутинью Тейшейра де Андраде Барбоза, 2-й граф де Линьяреш (1790—1857) порт. Vitório Maria Francisco de Sousa Coutinho Teixeira de Andrade Barbosa, 2.º conde de Linhares                                                               | 4 мая 1835       | 27 мая 1835      | Шаморру                                                                | 1834           | 1 (м)         | [ 14 ] [ 15 ] |
| 3 (I—II)    | | маршал, дон Жуан Карлуш Грегориу Домингуш Висенте Франсишку де Салданья Оливейра и Даун, 1-й маркиз де Салданья (1790—1876) порт. João Carlos Gregório Domingos Vicente Francisco de Saldanha Oliveira e Daun, 1.° marquês de Saldanha                                  | 27 мая 1835      | 15 июля 1835     | независимый                                                            | 1834           | 2 (м)         | [ 16 ] [ 17 ] |
| 3 (I—II)    | 15 июля 1835 | маршал, дон Жуан Карлуш Грегориу Домингуш Висенте Франсишку де Салданья Оливейра и Даун, 1-й маркиз де Салданья (1790—1876) порт. João Carlos Gregório Domingos Vicente Francisco de Saldanha Oliveira e Daun, 1.° marquês de Saldanha                                  | 18 ноября 1835   | 3 (м)            | независимый                                                            | 1834           |               | [ 16 ] [ 17 ] |
| 4           | | полковник Жозе Жоржи Лорейру (1791—1860) порт. José Jorge Loureiro | 18 ноября 1835   | 20 апреля 1836   | независимый                                                            | 1834           | 4 (м)         | [ 18 ] [ 19 ] |
| 5 (I)       | | маршал, дон Антониу Жозе де Соза Мануэл де Менезеш Северим де Норонья, 1-й герцог да Терсейра и 1-й маркиз де Вила-Флор (1792—1860) порт. António José de Sousa Manuel de Meneses Severim de Noronha, 1.º duque da Terceira e 1.º marquês de Vila Flor                  | 20 апреля 1836   | 10 сентября 1836 | Хартисты / Шаморру                                                     | 1836, июль     | 5 (м)         | [ 20 ] [ 21 ] |
| 6           | | бригадир, дон Жозе Мануэл Инасиу да Кунья и Менезеш да Гама и Васконселуш Карнейру де Соза Португал и Фаро, 4-й граф де Лумиареш (1788—1849) порт. José Manuel Inácio da Cunha e Meneses da Gama e Vasconcelos Carneiro de Sousa Portugal e Faro, 4.º conde de Lumiares | 10 сентября 1836 | 4 ноября 1836    | Сентябристы                                                            | 1836, июль     | 6 (м)         | [ 22 ] [ 23 ] |
| —           | | дон Жозе Бернардино Португал и Кастро, 12-й граф де Вимиозу и 5-й маркиз де Валенса (1780—1840) порт. José Bernardino de Portugal e Castro, 12.º conde de Vimioso e 5.º marquês de Valença                                                                              | 4 ноября 1836    | 5 ноября 1836    | Хартисты                                                               | 1836, июль     | пм            | [ 24 ] [ 25 ] |
| 7 (I)       | | Бернарду де Са Ногейра де Фигейреду, 1-й виконт де Са да Бандейра (1795—1876) порт. Bernardo de Sá Nogueira de Figueiredo, 1.º visconde de Sá da Bandeira | 5 ноября 1836    | 1 июня 1837      | Сентябристы                                                            | 1836, ноябрь   | 7 (м)         | [ 26 ] [ 27 ] |
| 8           | | Антониу Диаш де Оливейра (1804—1863) порт. António Dias de Oliveira | 1 июня 1837      | 10 августа 1837  | Сентябристы                                                            | 1836, ноябрь   | 8 (м)         | [ 28 ] [ 29 ] |
| 7 (II)      | | Бернарду де Са Ногейра де Фигейреду, 1-й виконт де Са да Бандейра (1795—1876) порт. Bernardo de Sá Nogueira de Figueiredo, 1.º visconde de Sá da Bandeira | 10 августа 1837  | 18 апреля 1839   | Сентябристы                                                            | 1838           | 9 (м)         | [ 26 ] [ 27 ] |
| 9           | | Родригу Пинту Пизарру де Алмейда Карвальяш, 1-й барон да Рибейра де Саброза (1788—1841) порт. Rodrigo Pinto Pizarro de Almeida Carvalhais, 1.º barão da Ribeira de Sabrosa                                                                                              | 18 апреля 1839   | 26 ноября 1839   | Сентябристы                                                            | 1838           | 10 (м)        | [ 30 ]        |
| 10          | | Жозе Лусиу Травасуш Валдеш]], 1-й граф ду Бонфин (1787—1862) порт. José Lúcio Travassos Valdez, 1º conde do Bonfim | 26 ноября 1839   | 9 июня 1841      | Сентябристы                                                            | 1840           | 11 (м)        | [ 31 ] [ 32 ] |
| 11 (I)      | | Жуакин Антониу де Агияр (1792—1884) порт. Joaquim António de Aguiar | 9 июня 1841      | 7 февраля 1842   | Сентябристы                                                            | 1840           | 12 (м)        | [ 33 ] [ 34 ] |
| 1 (II)      | | дон Педру де Соза Олштейн, 1-й герцог де Палмела (1781—1850) порт. Pedro de Sousa Holstein, 1.º duque de Palmela | 7 февраля 1842   | 9 февраля 1842   | независимый                                                            | 1840           | 13 (м)        | [ 11 ] [ 12 ] |
| 5 (II)      | | маршал, дон Антониу Жозе де Соза Мануэл де Менезеш Северим де Норонья, 1-й герцог да Терсейра и 1-й маркиз де Вила-Флор (1792—1860) порт. António José de Sousa Manuel de Meneses Severim de Noronha, 1.º duque da Terceira e 1.º marquês de Vila Flor                  | 9 февраля 1842   | 20 мая 1846      | Хартисты                                                               | 1842           | 14 (м)        | [ 20 ] [ 21 ] |
| 5 (II)      | 1845 | маршал, дон Антониу Жозе де Соза Мануэл де Менезеш Северим де Норонья, 1-й герцог да Терсейра и 1-й маркиз де Вила-Флор (1792—1860) порт. António José de Sousa Manuel de Meneses Severim de Noronha, 1.º duque da Terceira e 1.º marquês de Vila Flor                  | 9 февраля 1842   | 20 мая 1846      | Хартисты                                                               |                | 14 (м)        | [ 20 ] [ 21 ] |
| 1 (III)     | | дон Педру де Соза Олштейн, 1-й герцог де Палмела (1781—1850) порт. Pedro de Sousa Holstein, 1.º duque de Palmela | 20 мая 1846      | 6 октября 1846   | Хартисты                                                               | 15 (м)         | [ 11 ] [ 12 ] |               |
| 3 (III)     | | дон Жуан Карлуш Грегориу Домингуш Висенте Франсишку де Салданья Оливейра и Даун, 1-й герцог де Салданья (1790—1876) порт. João Carlos Gregório Domingos Vicente Francisco de Saldanha Oliveira e Daun, 1.° duque de Saldanha                                            | 6 октября 1846   | 28 апреля 1847   | Хартисты                                                               | 16 (м)         | [ 16 ] [ 17 ] |               |
| —           | Совет в составе: Франсишку Тавареш де Алмейда Проэнса Мануэл Дуарте Лейтан Жуан Гуалберту де Оливейра, граф де Тожал Илдефонсу Леополду Баярд Жерониму Перейра де Васконселош, виконт де Понте да Барка                                                         | Совет в составе: Франсишку Тавареш де Алмейда Проэнса Мануэл Дуарте Лейтан Жуан Гуалберту де Оливейра, граф де Тожал Илдефонсу Леополду Баярд Жерониму Перейра де Васконселош, виконт де Понте да Барка                                                                 | 28 апреля 1847   | 22 августа 1847  | Хартисты                                                               | 16 (м)         | [ 35 ] [ 36 ] |               |
| —           | Совет в составе: Антониу де Азеведу Мело и Карвалью Франсишку Антонио Фернандеш да Силва Ферран Марину Мигел Франзини Антониу Жозе да Силва Леан, барон де Алмофала Жоан де Фонтеш Перейра де Мело Жоаким Антониу Велеш Баррейруш, барон де Носа Сеньора да Луш | Совет в составе: Антониу де Азеведу Мело и Карвалью Франсишку Антонио Фернандеш да Силва Ферран Марину Мигел Франзини Антониу Жозе да Силва Леан, барон де Алмофала Жоан де Фонтеш Перейра де Мело Жоаким Антониу Велеш Баррейруш, барон де Носа Сеньора да Луш         | 22 августа 1847  | 18 декабря 1847  | Хартисты                                                               | 16 (м)         | [ 35 ] [ 36 ] |               |
| 3 (IV)      | | дон Жуан Карлуш Грегориу Домингуш Висенте Франсишку де Салданья Оливейра и Даун, 1-й герцог де Салданья (1790—1876) порт. João Carlos Gregório Domingos Vicente Francisco de Saldanha Oliveira e Daun, 1.° duque de Saldanha                                            | 18 декабря 1847  | 18 июня 1849     | Хартисты                                                               | 1847           | 17 (м)        | [ 16 ] [ 17 ] |
| 12          | | дон Антониу Бернарду да Кошта Кабрал, 1-й граф де Томар (1803—1889) порт. António Bernardo da Costa Cabral, 1.° conde de Tomar | 18 июня 1849     | 26 апреля 1851   | Хартисты                                                               | 1847           | 18 (м)        | [ 37 ] [ 38 ] |
| 5 (III)     | | маршал, дон Антониу Жозе де Соза Мануэл де Менезеш Северим де Норонья, 1-й герцог да Терсейра и 1-й маркиз де Вила-Флор (1792—1860) порт. António José de Sousa Manuel de Meneses Severim de Noronha, 1.º duque da Terceira e 1.º marquês de Vila Flor                  | 26 апреля 1851   | 1 мая 1851       | Хартисты                                                               | 1847           | 19 (м)        | [ 20 ] [ 21 ] |
| 3 (V—VI)    | | дон Жуан Карлуш Грегориу Домингуш Висенте Франсишку де Салданья Оливейра и Даун, 1-й герцог де Салданья (1790—1876) порт. João Carlos Gregório Domingos Vicente Francisco de Saldanha Oliveira e Daun, 1.° duque de Saldanha                                            | 1 мая 1851       | 22 мая 1851      | Партия возрождения                                                     | 1851           | 20 (м)        | [ 16 ] [ 17 ] |
| 3 (V—VI)    | 22 мая 1851 | дон Жуан Карлуш Грегориу Домингуш Висенте Франсишку де Салданья Оливейра и Даун, 1-й герцог де Салданья (1790—1876) порт. João Carlos Gregório Domingos Vicente Francisco de Saldanha Oliveira e Daun, 1.° duque de Saldanha                                            | 6 июня 1856      | 1852             | Партия возрождения                                                     | 21 (м)         |               | [ 16 ] [ 17 ] |
| 13 (I)      | | дон Нуну Жозе Северу де Мендоса Ролин де Мора Баррету, 2-й маркиз де Лоле и 9-й граф де Вале де Рейш (1790—1876) порт. Nuno José Severo de Mendoça Rolim de Moura Barreto, 2.º marquês de Loulé e 9.º conde de Vale de Reis                                             | 6 июня 1856      | 16 марта 1859    | Историческая партия                                                    | 1856           | 22 (м)        | [ 39 ] [ 40 ] |
| 13 (I)      | 1858 | дон Нуну Жозе Северу де Мендоса Ролин де Мора Баррету, 2-й маркиз де Лоле и 9-й граф де Вале де Рейш (1790—1876) порт. Nuno José Severo de Mendoça Rolim de Moura Barreto, 2.º marquês de Loulé e 9.º conde de Vale de Reis                                             | 6 июня 1856      | 16 марта 1859    | Историческая партия                                                    |                | 22 (м)        | [ 39 ] [ 40 ] |
| 5 (IV)      | | маршал, дон Антониу Жозе де Соза Мануэл де Менезеш Северим де Норонья, 1-й герцог да Терсейра и 1-й маркиз де Вила-Флор (1792—1860) порт. António José de Sousa Manuel de Meneses Severim de Noronha, 1.º duque da Terceira e 1.º marquês de Vila Flor                  | 16 марта 1859    | 26 апреля 1860   | Партия возрождения                                                     | 23 (м)         | [ 20 ] [ 21 ] |               |
| 5 (IV)      | 1860 | маршал, дон Антониу Жозе де Соза Мануэл де Менезеш Северим де Норонья, 1-й герцог да Терсейра и 1-й маркиз де Вила-Флор (1792—1860) порт. António José de Sousa Manuel de Meneses Severim de Noronha, 1.º duque da Terceira e 1.º marquês de Vila Flor                  | 16 марта 1859    | 26 апреля 1860   | Партия возрождения                                                     | 23 (м)         | [ 20 ] [ 21 ] |               |
| —           | Совет в составе: Антониу Мария де Фонтеш Перейра де Мелу Жуан Баптишта да Силва Ферран де Карвалью Мартенш Жозе Мария Калдейра до Касаш Рибейру Антониу де Серпа Пиментел                                                                                       | Совет в составе: Антониу Мария де Фонтеш Перейра де Мелу Жуан Баптишта да Силва Ферран де Карвалью Мартенш Жозе Мария Калдейра до Касаш Рибейру Антониу де Серпа Пиментел                                                                                               | 26 апреля 1860   | 1 мая 1860       | Партия возрождения                                                     | 23 (м)         | [ 41 ]        |               |
| 11 (II)     | | Жуакин Антониу де Агияр (1792—1884) порт. Joaquim António de Aguiar | 1 мая 1860       | 4 июля 1860      | Партия возрождения                                                     | 24 (м)         | [ 33 ] [ 34 ] |               |
| 13 (II)     | | дон Нуну Жозе Северу де Мендоса Ролин де Мора Баррету, 1-й герцог де Лоле и 9-й граф де Вале де Рейш (1790—1876) порт. Nuno José Severo de Mendoça Rolim de Moura Barreto, 1.º duque de Loulé e 9.º conde de Vale de Reis                                               | 4 июля 1860      | 17 апреля 1865   | Историческая партия                                                    | 25 (м)         | [ 39 ] [ 40 ] |               |
| 13 (II)     | 1861 | дон Нуну Жозе Северу де Мендоса Ролин де Мора Баррету, 1-й герцог де Лоле и 9-й граф де Вале де Рейш (1790—1876) порт. Nuno José Severo de Mendoça Rolim de Moura Barreto, 1.º duque de Loulé e 9.º conde de Vale de Reis                                               | 4 июля 1860      | 17 апреля 1865   | Историческая партия                                                    | 25 (м)         | [ 39 ] [ 40 ] |               |
| 13 (II)     | 1864 | дон Нуну Жозе Северу де Мендоса Ролин де Мора Баррету, 1-й герцог де Лоле и 9-й граф де Вале де Рейш (1790—1876) порт. Nuno José Severo de Mendoça Rolim de Moura Barreto, 1.º duque de Loulé e 9.º conde de Vale de Reis                                               | 4 июля 1860      | 17 апреля 1865   | Историческая партия                                                    | 25 (м)         | [ 39 ] [ 40 ] |               |
| 7 (III)     | | Бернарду де Са Ногейра де Фигейреду, 1-й маркиз де Са да Бандейра (1795—1876) порт. Bernardo de Sá Nogueira de Figueiredo, 1.º marquês de Sá da Bandeira | 17 апреля 1865   | 4 сентября 1865  | Историческая партия                                                    | 26 (м)         | [ 26 ] [ 27 ] |               |
| 11 (III)    | | Жуакин Антониу де Агияр (1792—1884) порт. Joaquim António de Aguiar | 4 сентября 1865  | 4 января 1868    | Партия возрождения в составе коалиции «Слияние» с Исторической партией | 1865           | 27 (м)        | [ 33 ] [ 34 ] |
| 11 (III)    | 1867 | Жуакин Антониу де Агияр (1792—1884) порт. Joaquim António de Aguiar | 4 сентября 1865  | 4 января 1868    | Партия возрождения в составе коалиции «Слияние» с Исторической партией |                | 27 (м)        | [ 33 ] [ 34 ] |
| 14 (I)      | | Антониу Жозе де Авила, 1-й граф де Авила (1807—1881) порт. António José de Ávila, 1.º conde de Ávila | 4 января 1868    | 22 июля 1868     | независимый в коалиции с Партией реформ                                | 28 (м)         | [ 42 ] [ 43 ] |               |
| 7 (IV)      | | Бернарду де Са Ногейра де Фигейреду, 1-й маркиз де Са да Бандейра (1795—1876) порт. Bernardo de Sá Nogueira de Figueiredo, 1.º marquês de Sá da Bandeira | 22 июля 1868     | 11 августа 1869  | Партия реформ                                                          | 1868           | 29 (м)        | [ 26 ] [ 27 ] |
| 7 (IV)      | 1869 | Бернарду де Са Ногейра де Фигейреду, 1-й маркиз де Са да Бандейра (1795—1876) порт. Bernardo de Sá Nogueira de Figueiredo, 1.º marquês de Sá da Bandeira | 22 июля 1868     | 11 августа 1869  | Партия реформ                                                          |                | 29 (м)        | [ 26 ] [ 27 ] |
| 13 (III)    | | дон Нуну Жозе Северу де Мендоса Ролин де Мора Баррету, 1-й герцог де Лоле и 9-й граф де Вале де Рейш (1790—1876) порт. Nuno José Severo de Mendoça Rolim de Moura Barreto, 1.º duque de Loulé e 9.º conde de Vale de Reis                                               | 11 августа 1869  | 19 мая 1870      | Историческая партия в коалиции с Партией реформ                        | 30 (м)         | [ 39 ] [ 40 ] |               |
| 3 (VII)     | | дон Жуан Карлуш Грегориу Домингуш Висенте Франсишку де Салданья Оливейра и Даун, герцог де Салданья (1790—1876) порт. João Carlos Gregório Domingos Vicente Francisco de Saldanha Oliveira e Daun, Duque de Saldanha                                                    | 19 мая 1870      | 29 августа 1870  | Партия возрождения                                                     | 1870, март     | 31 (м)        | [ 16 ] [ 17 ] |
| 7 (V)       | | Бернарду де Са Ногейра де Фигейреду, 1-й маркиз де Са да Бандейра (1795—1876) порт. Bernardo de Sá Nogueira de Figueiredo, 1.º marquês de Sá da Bandeira | 29 августа 1870  | 29 октября 1870  | Партия реформ                                                          | 1870, март     | 32 (м)        | [ 26 ] [ 27 ] |
| 14 (II)     | | Антониу Жозе де Авила, 1-й маркиз де Авила и Болама (1807—1881) порт. António José de Ávila, 1.º marquês de Ávila e Bolama | 29 октября 1870  | 13 сентября 1871 | Историческая партия в коалиции с Партией реформ                        | 1870, сентябрь | 33 (м)        | [ 42 ] [ 43 ] |
| 15 (I)      | | Антониу Мария де Фонтеш Перейра де Мелу (1819—1887) порт. António Maria de Fontes Pereira de Melo | 13 сентября 1871 | 5 марта 1877     | Партия возрождения                                                     | 1871           | 34 (м)        | [ 44 ] [ 45 ] |
| 15 (I)      | 1874 | Антониу Мария де Фонтеш Перейра де Мелу (1819—1887) порт. António Maria de Fontes Pereira de Melo | 13 сентября 1871 | 5 марта 1877     | Партия возрождения                                                     |                | 34 (м)        | [ 44 ] [ 45 ] |
| 14 (III)    | | Антониу Жозе де Авила, 1-й маркиз де Авила и Болама (1807—1881) порт. António José de Ávila, 1.º marquês de Ávila e Bolama | 5 марта 1877     | 29 января 1878   | Партия прогресса                                                       | 35 (м)         | [ 42 ] [ 43 ] |               |
| 15 (II)     | | Антониу Мария де Фонтеш Перейра де Мелу (1819—1887) порт. António Maria de Fontes Pereira de Melo | 29 января 1878   | 1 июня 1879      | Партия возрождения                                                     | 1878           | 36 (м)        | [ 44 ] [ 45 ] |
| 16          | | Анселму Жозе Браанкамп де Алмейда Кастелу Бранку (1817—1885) порт. Anselmo José Braamcamp de Almeida Castelo Branco | 1 июня 1879      | 29 марта 1881    | Партия прогресса                                                       | 1879           | 37 (м)        | [ 46 ] [ 47 ] |
| 17          | | Антониу Родригеш Сампаю (1806—1882) порт. António Rodrigues Sampaio | 29 марта 1881    | 14 ноября 1881   | Партия возрождения                                                     | 1881           | 38 (м)        | [ 48 ] [ 49 ] |
| 15 (III—IV) | | Антониу Мария де Фонтеш Перейра де Мелу (1819—1887) порт. António Maria de Fontes Pereira de Melo | 14 ноября 1881   | 20 октября 1883  | Партия возрождения                                                     | 1881           | 39 (м)        | [ 44 ] [ 45 ] |
| 15 (III—IV) | 20 октября 1883 | Антониу Мария де Фонтеш Перейра де Мелу (1819—1887) порт. António Maria de Fontes Pereira de Melo | 20 февраля 1886  | 1884             | Партия возрождения                                                     | 40 (м)         |               | [ 44 ] [ 45 ] |
| 18 (I)      | | Жозе Лусиану де Кастру Перейра Корте-Реал (1834—1914) порт. José Luciano de Castro Pereira Corte-Real | 20 февраля 1886  | 14 января 1890   | Партия прогресса                                                       | 1887           | 41 (м)        | [ 50 ] [ 51 ] |
| 18 (I)      | 1889 | Жозе Лусиану де Кастру Перейра Корте-Реал (1834—1914) порт. José Luciano de Castro Pereira Corte-Real | 20 февраля 1886  | 14 января 1890   | Партия прогресса                                                       |                | 41 (м)        | [ 50 ] [ 51 ] |
| 19          | | Антониу де Серпа Пиментел (1835—1900) порт. António de Serpa Pimentel | 14 января 1890   | 14 октября 1890  | Партия возрождения                                                     | 1890           | 42 (м)        | [ 52 ] [ 53 ] |
| 20          | | Жуан Кризоштому де Абреу и Соза (1811—1895) порт. João Crisóstomo de Abreu e Sousa | 14 октября 1890  | 21 мая 1891      | независимый                                                            | 1890           | 43 (м)        | [ 54 ] [ 55 ] |
| 20          | 21 мая 1891 | Жуан Кризоштому де Абреу и Соза (1811—1895) порт. João Crisóstomo de Abreu e Sousa | 17 января 1892   | 44 (м)           | независимый                                                            | 1890           |               | [ 54 ] [ 55 ] |
| 21          | | Жозе Диаш Феррейра (1837—1909) порт. José Dias Ferreira | 17 января 1892   | 27 мая 1892      | независимый                                                            | 1892           | 45 (м)        | [ 56 ] [ 57 ] |
| 21          | 27 мая 1892 | Жозе Диаш Феррейра (1837—1909) порт. José Dias Ferreira | 23 февраля 1893  | 46 (м)           | независимый                                                            | 1892           |               | [ 56 ] [ 57 ] |
| 22 (I—II)   | | Эрнешту Родолфу Интше Рибейру (1849—1907) порт. Ernesto Rodolfo Hintze Ribeiro | 23 февраля 1893  | 7 февраля 1897   | Партия возрождения                                                     | 1894           | 47 (м)        | [ 58 ] [ 59 ] |
| 22 (I—II)   | 1895 | Эрнешту Родолфу Интше Рибейру (1849—1907) порт. Ernesto Rodolfo Hintze Ribeiro | 23 февраля 1893  | 7 февраля 1897   | Партия возрождения                                                     |                | 47 (м)        | [ 58 ] [ 59 ] |
| 18 (II—III) | | Жозе Лусиану де Кастру Перейра Корте-Реал (1834—1914) порт. José Luciano de Castro Pereira Corte-Real | 7 февраля 1897   | 18 августа 1898  | Партия прогресса                                                       | 1897           | 48 (м)        | [ 50 ] [ 51 ] |
| 18 (II—III) | 18 августа 1898 | Жозе Лусиану де Кастру Перейра Корте-Реал (1834—1914) порт. José Luciano de Castro Pereira Corte-Real | 26 июня 1900     | 1899             | Партия прогресса                                                       | 49 (м)         |               | [ 50 ] [ 51 ] |
| 22 (III—IV) | | Эрнешту Родолфу Интше Рибейру (1849—1907) порт. Ernesto Rodolfo Hintze Ribeiro | 26 июня 1900     | 28 февраля 1903  | Партия возрождения                                                     | 1900           | 50 (м)        | [ 58 ] [ 59 ] |
| 22 (III—IV) | 1901 | Эрнешту Родолфу Интше Рибейру (1849—1907) порт. Ernesto Rodolfo Hintze Ribeiro | 26 июня 1900     | 28 февраля 1903  | Партия возрождения                                                     |                | 50 (м)        | [ 58 ] [ 59 ] |
| 22 (III—IV) | 28 февраля 1903 | Эрнешту Родолфу Интше Рибейру (1849—1907) порт. Ernesto Rodolfo Hintze Ribeiro | 20 октября 1904  | 1904             | Партия возрождения                                                     | 51 (м)         |               | [ 58 ] [ 59 ] |
| 18 (IV—V)   | | Жозе Лусиану де Кастру Перейра Корте-Реал (1834—1914) порт. José Luciano de Castro Pereira Corte-Real | 20 октября 1904  | 27 декабря 1905  | Партия прогресса                                                       | 1905           | 52 (м)        | [ 50 ] [ 51 ] |
| 18 (IV—V)   | 27 декабря 1905 | Жозе Лусиану де Кастру Перейра Корте-Реал (1834—1914) порт. José Luciano de Castro Pereira Corte-Real | 19 марта 1906    | 53 (м)           | Партия прогресса                                                       | 1905           |               | [ 50 ] [ 51 ] |
| 22 (V)      | | Эрнешту Родолфу Интше Рибейру (1849—1907) порт. Ernesto Rodolfo Hintze Ribeiro | 19 марта 1906    | 19 мая 1906      | Партия возрождения                                                     | 1906, апрель   | 54 (м)        | [ 58 ] [ 59 ] |
| 23          | | Жуан Феррейра Франку Пинту Кастелу Бранку (1855—1929) порт. João Ferreira Franco Pinto Castelo Branco | 19 мая 1906      | 4 февраля 1908   | Либеральная партия возрождения                                         | 1906, август   | 55 (м)        | [ 60 ] [ 61 ] |
| 24          | | Франсишку Жуакин Феррейра до Амарал (1844—1823) порт. Francisco Joaquim Ferreira do Amaral | 4 февраля 1908   | 26 декабря 1908  | независимый в основе Партия возрождения                                | 1908           | 56 (м)        | [ 62 ] [ 63 ] |
| 25          | | Артур Алберту де Кампуш Энрикеш (1853—1922) порт. Artur Alberto de Campos Henriques | 26 декабря 1908  | 11 апреля 1909   | Партия возрождения в коалиции с Партией прогресса                      | 1908           | 57 (м)        | [ 64 ] [ 65 ] |
| 26          | | Себаштьян Куштодиу де Соза Телеш (1847—1921) порт. Sebastião Custódio de Sousa Teles | 11 апреля 1909   | 14 мая 1909      | независимый в основе Партия прогресса                                  | 1908           | 58 (м)        | [ 66 ] [ 67 ] |
| 27          | | Венсежлау де Соза Перейра де Лима (1858—1919) порт. Venceslau de Sousa Pereira de Lima | 14 мая 1909      | 22 декабря 1909  | независимый в основе Партия возрождения                                | 1908           | 59 (м)        | [ 68 ] [ 69 ] |
| 28          | | Франсишку Антониу да Вейжа Бейран (1841—1916) порт. Francisco António da Veiga Beirão | 22 декабря 1909  | 26 июня 1910     | Партия прогресса                                                       | 1908           | 60 (м)        | [ 70 ] [ 71 ] |
| 29          | | Антониу Тейшейра де Соза (1857—1917) порт. António Teixeira de Sousa | 26 июня 1910     | 5 октября 1910   | Партия возрождения                                                     | 1910           | 61 (м)        | [ 72 ] [ 73 ] |

## Первая Республика (1910—1926)
Первая Португальская республика (порт. Primeira República Portuguesa; 5 октября 1910 года — 28 мая 1926 года) — 16-летний период в истории Португалии между революцией 1910 года и государственным переворотом 1926 года. После провозглашения республики и принятия республиканской конституции наименование должности главы правительства было изменено на «Президент министров» (порт. President do Ministério).  Республиканский режим отличался крайней нестабильностью — с 1910 по 1926 годы сменилось более 40 правительств, произошли более 20 восстаний и более 150 всеобщих забастовок, было 17 попыток государственного переворота с участием военных. 18-я попытка переворота привела к тому, что военные захватили власть и создали режим «Второй республики» 1926—1933 годов, которая после принятия новой конституции трансформировалась в диктатуру Антониу ди Салазара, получившую название «Новое государство» (1933—1974).
В португальской историографии принято дополнительно выделять период с 8 декабря 1917 года до 23 декабря 1918 года, именуемый «Новая республика» (порт. República Nova), связанный с именем Сидониу Паиша, который фактически являлся диктатором (и имел прозвище «президент-король»). Всего в период с 1910 по 1926 годы в Португалии работало 45 правительств, под соответствующими порядковыми номерами с дополнительным индексом «р» («республика») они указаны в столбце «кабинет».
Курсивом на сером фоне показаны даты начала и окончания полномочий органов власти, являвшихся альтернативными по отношению к действующему правительству (например, созданными в ходе восстания).
|             | Портрет | Имя (годы жизни) | Полномочия      | Полномочия                         | Партия                                                                                                   | Выборы                                                                                        | Кабинет                 | Пр.                     |
| Начало      | Портрет | Имя (годы жизни) | Окончание       |                                    | Партия                                                                                                   | Выборы                                                                                        | Кабинет                 | Пр.                     |
| ----------- | --- | --- | --------------- | ---------------------------------- | --- | --------------------------------------------------------------------------------------------- | ----------------------- | ----------------------- |
| 30          | | Жуаким Теофилу Фернандеш Брага (1843—1924) порт. Joaquim Teófilo Fernandes Braga (президент временного правительства)                                                           | 5 октября 1910  | 3 сентября 1911                    | Португальская республиканская партия                                                                     | [ комм. 16 ]                                                                                  | 1 (р)                   | [ 77 ] [ 78 ] [ 79 ]    |
| 30          | 1911 | Жуаким Теофилу Фернандеш Брага (1843—1924) порт. Joaquim Teófilo Fernandes Braga (президент временного правительства)                                                           | 5 октября 1910  | 3 сентября 1911                    | Португальская республиканская партия                                                                     |                                                                                               | 1 (р)                   | [ 77 ] [ 78 ] [ 79 ]    |
| 31          | | Жуан Пиньейру Шагаш (1863—1925) порт. João Pinheiro Chagas | 3 сентября 1911 | 12 ноября 1911                     | Португальская республиканская партия                                                                     | 2 (р)                                                                                         | [ 80 ] [ 81 ] [ 82 ]    |                         |
| 32          | | Аугушту Сезар де Алмейда де Вашсонселуш Коррея (1867—1951) порт. Augusto César de Almeida de Vasconcelos Correia                                                                | 12 ноября 1911  | 16 июня 1912                       | Португальская республиканская партия                                                                     | 3 (р)                                                                                         | [ 83 ] [ 84 ]           |                         |
|             | независимый | Аугушту Сезар де Алмейда де Вашсонселуш Коррея (1867—1951) порт. Augusto César de Almeida de Vasconcelos Correia                                                                | 12 ноября 1911  | 16 июня 1912                       | | 3 (р)                                                                                         | [ 83 ] [ 84 ]           |                         |
| 33          | | Дуарте Лейте Перейра да Силва (1864—1950) порт. Duarte Leite Pereira da Silva                                                                                                   | 16 июня 1912    | 9 января 1913                      | 4 (р) | [ 85 ] [ 86 ]                                                                                 |                         |                         |
| 34 (I)      | | Афонсу Аугушту да Кошта (1871—1937) порт. Afonso Augusto da Costa | 9 января 1913   | 9 февраля 1914                     | Демократическая партия                                                                                   | 1913                                                                                          | 5 (р)                   | [ 87 ] [ 88 ] [ 89 ]    |
| 35 (I—II)   | | Бернардину Луиш Машаду Гимарайнш (1851—1944) порт. Bernardino Luís Machado Guimarães                                                                                            | 9 февраля 1914  | 23 июня 1914                       | Демократическая партия                                                                                   | 1913                                                                                          | 6 (р)                   | [ 90 ] [ 91 ]           |
| 35 (I—II)   | 23 июня 1914 | Бернардину Луиш Машаду Гимарайнш (1851—1944) порт. Bernardino Luís Machado Guimarães                                                                                            | 12 декабря 1914 | 7 (р)                              | Демократическая партия                                                                                   | 1913                                                                                          |                         | [ 90 ] [ 91 ]           |
| 36          | | Виктор Угу де Азеведу Котинью (1871—1955) порт. Victor Hugo de Azevedo Coutinho                                                                                                 | 12 декабря 1914 | 25 января 1915                     | Демократическая партия                                                                                   | 1913                                                                                          | 8 (р)                   | [ 92 ] [ 93 ] [ 94 ]    |
| 37          | | бригадный генерал Жуакин Перейра Пимента де Каштру (1846—1918) порт. Joaquim Pereira Pimenta de Castro                                                                          | 25 января 1915  | 14 мая 1915                        | армия | [ комм. 19 ]                                                                                  | 9 (р)                   | [ 95 ] [ 96 ]           |
| —           | Конституционная хунта в составе: Жозе Мария Мендеш Рибейру Нортун де Матуш Антониу Мария да Силва Жозе де Фрейташ Рибейру Алфреду Эрнешту де Са Кардозу Алвару Шавьер де Каштру | Конституционная хунта в составе: Жозе Мария Мендеш Рибейру Нортун де Матуш Антониу Мария да Силва Жозе де Фрейташ Рибейру Алфреду Эрнешту де Са Кардозу Алвару Шавьер де Каштру | 14 мая 1915     | 15 мая 1915                        | Демократическая партия                                                                                   | [ комм. 20 ]                                                                                  | к х                     | [ 97 ]                  |
| —           | | Жуан Пиньейру Шагаш (1863—1925) порт. João Pinheiro Chagas | 15 мая 1915     | 17 мая 1915                        | Демократическая партия                                                                                   | [ комм. 22 ]                                                                                  | 10 (р)                  | [ 80 ] [ 81 ] [ 82 ]    |
| —           | | Жозе Аугушту Соареш Рибейру де Каштру (1848—1929) порт. José Augusto Soares Ribeiro de Castro                                                                                   | 17 мая 1915     | 19 июня 1915                       | Демократическая партия                                                                                   | [ комм. 22 ]                                                                                  | 10 (р)                  | [ 98 ] [ 99 ]           |
| 38          | 19 июня 1915 | Жозе Аугушту Соареш Рибейру де Каштру (1848—1929) порт. José Augusto Soares Ribeiro de Castro                                                                                   | 29 ноября 1915  | 1915                               | Демократическая партия                                                                                   | 11 (р)                                                                                        |                         | [ 98 ] [ 99 ]           |
| 34 (II)     | | Афонсу Аугушту да Кошта (1871—1937) порт. Afonso Augusto da Costa | 29 ноября 1915  | 1915                               | Демократическая партия                                                                                   | 15 марта 1916                                                                                 | 12 (р)                  | [ 87 ] [ 88 ] [ 89 ]    |
| 39          | | Антониу Жозе де Алмейда (1866—1929) порт. António José de Almeida | 15 марта 1916   | 1915                               | 25 апреля 1917                                                                                           | Эволюционистская республиканская партия в коалиции «Священный союз» с Демократической партией | 13 (р)                  | [ 100 ] [ 101 ]         |
| 34 (III)    | | Афонсу Аугушту да Кошта (1871—1937) порт. Afonso Augusto da Costa | 25 апреля 1917  | 1915                               | 7 октября 1917                                                                                           | Демократическая партия                                                                        | 14 (р)                  | [ 87 ] [ 88 ] [ 89 ]    |
| —           | | Жозе Мария Мендеш Рибейру Нортун де Матуш (1867—1955) порт. José Maria Mendes Ribeiro Norton de Matos                                                                           | 7 октября 1917  | 1915                               | 25 октября 1917                                                                                          | Демократическая партия                                                                        | 14 (р)                  | [ 102 ] [ 103 ]         |
| 34 (III)    | | Афонсу Аугушту да Кошта (1871—1937) порт. Afonso Augusto da Costa | 25 октября 1917 | 1915                               | 19 ноября 1917                                                                                           | Демократическая партия                                                                        | 14 (р)                  | [ 87 ] [ 88 ] [ 89 ]    |
| —           | | Жозе Мария Мендеш Рибейру Нортун де Матуш (1867—1955) порт. José Maria Mendes Ribeiro Norton de Matos                                                                           | 19 ноября 1917  | 1915                               | 8 декабря 1917                                                                                           | Демократическая партия                                                                        | 14 (р)                  | [ 102 ] [ 103 ]         |
| —           | | майор Сидониу Бернардину Кардозу да Силва Паиш (1872—1918) порт. Sidónio Bernardino Cardoso da Silva Pais (с 9 мая 1918 года как президент республики)                          | 8 декабря 1917  | 12 декабря 1917                    | армия | [ комм. 28 ]                                                                                  | р х                     | [ 104 ] [ 105 ] [ 106 ] |
| 40 (I—II)   | 12 декабря 1917 | майор Сидониу Бернардину Кардозу да Силва Паиш (1872—1918) порт. Sidónio Bernardino Cardoso da Silva Pais (с 9 мая 1918 года как президент республики)                          | 15 мая 1918     | [ комм. 29 ]                       | армия | 15 (р)                                                                                        |                         | [ 104 ] [ 105 ] [ 106 ] |
|             | 12 декабря 1917 | майор Сидониу Бернардину Кардозу да Силва Паиш (1872—1918) порт. Sidónio Bernardino Cardoso da Silva Pais (с 9 мая 1918 года как президент республики)                          | 15 мая 1918     | Национально-республиканская партия | | 15 (р)                                                                                        |                         | [ 104 ] [ 105 ] [ 106 ] |
| 15 мая 1918 | 14 декабря 1918 | майор Сидониу Бернардину Кардозу да Силва Паиш (1872—1918) порт. Sidónio Bernardino Cardoso da Silva Pais (с 9 мая 1918 года как президент республики)                          | 1918            | 16 (р)                             | |                                                                                               |                         | [ 104 ] [ 105 ] [ 106 ] |
| —           | | Жуан ду Канту и Каштру да Силва Антуниш (1862—1934) порт. João do Canto e Castro da Silva Antunes (с 16 декабря 1918 года как президент республики)                             | 1918            | 16 (р)                             | 15 декабря 1918                                                                                          | 16 декабря 1918                                                                               | [ 107 ] [ 108 ] [ 109 ] |                         |
| 41          | 16 декабря 1918 | Жуан ду Канту и Каштру да Силва Антуниш (1862—1934) порт. João do Canto e Castro da Silva Antunes (с 16 декабря 1918 года как президент республики)                             | 1918            | 16 (р)                             | 23 декабря 1918                                                                                          |                                                                                               | [ 107 ] [ 108 ] [ 109 ] |                         |
| 42 (I—II)   | | Жуан Тамажнини де Соза Барбоза (1883—1948) порт. João Tamagnini de Sousa Barbosa                                                                                                | 1918            | 23 декабря 1918                    | 7 января 1919                                                                                            | 17 (р)                                                                                        | [ 110 ] [ 111 ]         |                         |
| 42 (I—II)   | 7 января 1919 | Жуан Тамажнини де Соза Барбоза (1883—1948) порт. João Tamagnini de Sousa Barbosa                                                                                                | 1918            | 27 января 1919                     | 18 (р)                                                                                                   |                                                                                               | [ 110 ] [ 111 ]         |                         |
| —           | | Энрике Митшел ди Пайва Кабрал Косейру (1861—1944) порт. Henrique Mitchell de Paiva Cabral Couceiro                                                                              | 19 января 1919  | 13 февраля 1919                    | независимый                                                                                              | [ комм. 37 ]                                                                                  | [ комм. 38 ]            | [ 112 ] [ 113 ] [ 114 ] |
| 43          | | Жозе Мария де Машкареньяш Релваш де Кампуш (1858—1929) порт. José Maria de Mascarenhas Relvas de Campos                                                                         | 27 января 1919  | 30 марта 1919                      | Демократическая партия                                                                                   | (1918)                                                                                        | 19 (р)                  | [ 115 ] [ 116 ]         |
| 44 (I)      | | Домингуш Лейте Перейра (1882—1956) порт. Domingos Leite Pereira | 30 марта 1919   | 29 июня 1919                       | Демократическая партия                                                                                   | (1918)                                                                                        | 20 (р)                  | [ 117 ] [ 118 ]         |
| 45          | | Алфреду Эрнешту де Са Кардозу (1864—1950) порт. Alfredo Ernesto de Sá Cardoso                                                                                                   | 29 июня 1919    | 15 января 1920                     | Демократическая партия                                                                                   | 1919                                                                                          | 21 (р)                  | [ 119 ] [ 120 ]         |
| 46          | | Франсишку Жозе де Менезеш Фернандеш Кошту (1864—1950) порт. Francisco José de Meneses Fernandes Costa («правительство пяти минут»)                                              | 15 января 1920  | 15 января 1920                     | Либерально-республиканская партия                                                                        | 1919                                                                                          | 22 (р)                  | [ 121 ] [ 122 ]         |
| (45)        | | Алфреду Эрнешту де Са Кардозу (1864—1950) порт. Alfredo Ernesto de Sá Cardoso                                                                                                   | 15 января 1920  | 21 января 1920                     | Демократическая партия                                                                                   | 1919                                                                                          | 21 (р)                  | [ 119 ] [ 120 ]         |
| 44 (II)     | | Домингуш Лейте Перейра (1882—1956) порт. Domingos Leite Pereira | 21 января 1920  | 8 марта 1920                       | Демократическая партия                                                                                   | 1919                                                                                          | 23 (р)                  | [ 117 ] [ 118 ]         |
| 47          | | Антониу Мария Баптишта (1866—1920) порт. António Maria Baptista | 8 марта 1920    | 6 июня 1920                        | Демократическая партия                                                                                   | 1919                                                                                          | 24 (р)                  | [ 123 ] [ 124 ]         |
| 48          | | Жозе Рамуш Прету (1871—1949) порт. José Ramos Preto | 6 июня 1920     | 26 июня 1920                       | Демократическая партия                                                                                   | 1919                                                                                          | 24 (р)                  | [ 125 ] [ 126 ]         |
| 49 (I)      | | Антониу Мария да Силва (1872—1950) порт. António Maria da Silva | 26 июня 1920    | 19 июля 1920                       | Демократическая партия в коалиции с Португальской социалистической партией и Народной партией            | 1919                                                                                          | 25 (р)                  | [ 127 ] [ 128 ]         |
| 50 (I)      | | Антониу Жуакин Гранжу (1881—1921) порт. António Joaquim Granjo | 19 июля 1920    | 20 ноября 1920                     | Либерально-республиканская партия в коалиции с Республиканской партией национального возрождения         | 1919                                                                                          | 26 (р)                  | [ 129 ] [ 130 ]         |
| 51 (I)      | | Алвару Шавьер де Каштру (1878—1929) порт. Álvaro Xavier de Castro | 20 ноября 1920  | 30 ноября 1920                     | Республиканская партия национального возрождения в коалиции с Народной партией                           | 1919                                                                                          | 27 (р)                  | [ 131 ] [ 132 ]         |
| 52          | | Либерату Дамиан Рибейру Пинту (1880—1949) порт. Liberato Damião Ribeiro Pinto                                                                                                   | 30 ноября 1920  | 2 марта 1921                       | Демократическая партия в коалиции с Республиканской партией национального возрождения и Народной партией | 1919                                                                                          | 28 (р)                  | [ 133 ] [ 134 ]         |
| 35 (III)    | | Бернардину Луиш Машаду Гимарайнш (1851—1944) порт. Bernardino Luís Machado Guimarães                                                                                            | 2 марта 1921    | 23 мая 1921                        | Демократическая партия в коалиции с Республиканской партией национального возрождения и Народной партией | 1919                                                                                          | 29 (р)                  | [ 90 ] [ 91 ]           |
| 53          | | Томе Жозе де Барруш Кейрош (1872—1926) порт. Tomé José de Barros Queirós | 23 мая 1921     | 30 августа 1921                    | Либерально-республиканская партия                                                                        | 1921                                                                                          | 30 (р)                  | [ 135 ] [ 136 ]         |
| 50 (II)     | | Антониу Жуакин Гранжу (1881—1921) порт. António Joaquim Granjo | 30 августа 1921 | 19 октября 1921                    | Либерально-республиканская партия                                                                        | 1921                                                                                          | 31 (р)                  | [ 129 ] [ 130 ]         |
| 54          | | Мануэл Мария Коэлью (1857—1943) порт. Manuel Maria Coelho | 20 октября 1921 | 5 ноября 1921                      | Национально-республиканская партия                                                                       | 1921                                                                                          | 32 (р)                  | [ 137 ] [ 138 ]         |
| 55          | | Карлуш Энрике да Силва Мая Пинту (1866—1932) порт. Carlos Henrique da Silva Maia Pinto                                                                                          | 5 ноября 1921   | 15 декабря 1921                    | независимый в основе кабинета — Демократическая партия                                                   | 1921                                                                                          | 33 (р)                  | [ 139 ] [ 140 ]         |
| 56          | | Франсишку Пинту да Кунья Леал (1888—1970) порт. Francisco Pinto da Cunha Leal                                                                                                   | 15 декабря 1921 | 6 февраля 1922                     | независимый в основе кабинета — Либерально-республиканская партия                                        | 1921                                                                                          | 34 (р)                  | [ 141 ] [ 142 ]         |
| 49 (II—IV)  | | Антониу Мария да Силва (1872—1950) порт. António Maria da Silva | 6 февраля 1922  | 30 ноября 1922                     | Демократическая партия                                                                                   | 1922                                                                                          | 35 (р)                  | [ 127 ] [ 128 ]         |
| 49 (II—IV)  | 30 ноября 1922 | Антониу Мария да Силва (1872—1950) порт. António Maria da Silva | 7 декабря 1922  | 36 (р)                             | Демократическая партия                                                                                   | 1922                                                                                          |                         | [ 127 ] [ 128 ]         |
| 49 (II—IV)  | 7 декабря 1922 | Антониу Мария да Силва (1872—1950) порт. António Maria da Silva | 15 ноября 1923  | 37 (р)                             | Демократическая партия                                                                                   | 1922                                                                                          |                         | [ 127 ] [ 128 ]         |
| 57          | | Антониу Гинештал Машаду (1874—1940) порт. António Ginestal Machado | 15 ноября 1923  | 18 декабря 1923                    | Националистическая республиканская партия                                                                | 1922                                                                                          | 38 (р)                  | [ 143 ] [ 144 ]         |
| 51 (II)     | | Алваро Шавьер де Каштру (1878—1929) порт. Álvaro Xavier de Castro | 18 декабря 1923 | 7 июня 1924                        | Националистическая республиканская партия                                                                | 1922                                                                                          | 39 (р)                  | [ 131 ] [ 132 ]         |
| 58          | | Алфреду Родригеш Гашпар (1865—1938) порт. Alfredo Rodrigues Gaspar | 7 июня 1924     | 22 ноября 1924                     | Демократическая партия                                                                                   | 1922                                                                                          | 40 (р)                  | [ 145 ] [ 146 ]         |
| 59          | | Жозе Домингеш душ Сантуш (1885—1958) порт. José Domingues dos Santos | 22 ноября 1924  | 16 февраля 1925                    | Республиканская партия левых демократов                                                                  | 1922                                                                                          | 41 (р)                  | [ 147 ] [ 148 ]         |
| 60          | | Виторину Максиму де Карвалью Гимарайнш (1876—1957) порт. Vitorino Máximo de Carvalho Guimarães                                                                                  | 16 февраля 1925 | 2 июля 1925                        | Демократическая партия                                                                                   | 1922                                                                                          | 42 (р)                  | [ 149 ] [ 150 ]         |
| 49 (V)      | | Антониу Мария да Силва (1872—1950) порт. António Maria da Silva | 2 июля 1925     | 1 августа 1925                     | Демократическая партия                                                                                   | 1922                                                                                          | 43 (р)                  | [ 127 ] [ 128 ]         |
| 44 (III)    | | Домингуш Лейте Перейра (1882—1956) порт. Domingos Leite Pereira | 1 августа 1925  | 18 декабря 1925                    | Демократическая партия                                                                                   | 1925                                                                                          | 44 (р)                  | [ 117 ] [ 118 ]         |
| 49 (VI)     | | Антониу Мария да Силва (1872—1950) порт. António Maria da Silva | 18 декабря 1925 | 29 мая 1926                        | Демократическая партия                                                                                   | 1925                                                                                          | 45 (р)                  | [ 127 ] [ 128 ]         |

## Вторая Республика (1926—1974)

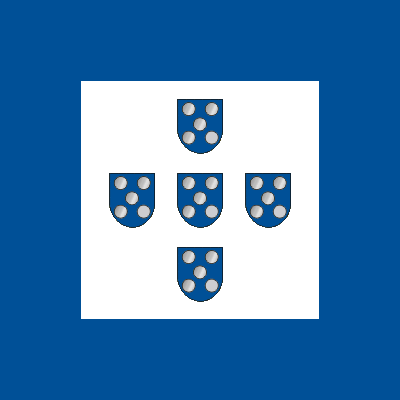
Штандарт Национального союза (1930—1970 гг.)

Вторая Португальская республика (порт. Segunda República Portuguesa; 28 мая 1926 года — 25 апреля 1974 года) — период в истории Португалии между государственным переворотом 1926 года и Революцией гвоздик 1974 года. В португальской историографии принято дополнительно выделять периоды Военной диктатуры с 28 мая 1926 года, Национальной диктатуры с 28 марта 1928 года и Нового государства с 11 апреля 1933 года. Всего в период с 1926 по 1974 годы в Португалии работало 11 правительств (при этом объединены кабинеты, возглавляемые Антониу ди Салазаром с 1938 по 1968 годы); под соответствующими порядковыми номерами с дополнительным индексом «д» («диктатура») они показаны в столбце «кабинет».

### Военная диктатура (1926—1928)
Режим, возникший после государственного переворота 28 мая 1926 года, стал военной диктатурой после приостановления действия Конституции 1911 года. С точки зрения военных это был необходимый период для создания обновлённого республиканского режима с новой конституцией. Для легитимации этих усилий в 1928 году были проведены прямые выборы президента, после чего режим военной диктатуры был формально прекращён.
Курсивом на сером фоне показаны даты начала и окончания полномочий органов власти, являвшихся альтернативными по отношению к действующему правительству (например, созданными в ходе восстания).
|        | Портрет     | Имя (годы жизни)                                                                              | Полномочия     | Полномочия     | Партия      | Выборы         | Кабинет      | Пр.                     |
| Начало | Портрет     | Имя (годы жизни)                                                                              | Окончание      |                | Партия      | Выборы         | Кабинет      | Пр.                     |
| ------ | ----------- | --------------------------------------------------------------------------------------------- | -------------- | -------------- | ----------- | -------------- | ------------ | ----------------------- |
| —      |             | капитан 1-го ранга Жозе Мендиш Кабесадаш (1883—1965) порт. José Mendes Cabeçadas              | 29 мая 1926    | 31 мая 1926    | Армия       | [ комм. 49 ]   | снб          | [ 155 ] [ 156 ]         |
| 61     | 31 мая 1926 | капитан 1-го ранга Жозе Мендиш Кабесадаш (1883—1965) порт. José Mendes Cabeçadas              | 17 июня 1926   | [ комм. 52 ]   | Армия       | 1 (д)          |              | [ 155 ] [ 156 ]         |
| 62     |             | генерал Мануэл де Оливейра Гомиш да Кошта (1863—1929) порт. Manuel de Oliveira Gomes da Costa | 17 июня 1926   | [ комм. 52 ]   | Армия       | 9 июля 1926    | 2 (д)        | [ 157 ] [ 158 ]         |
| 63     |             | генерал Антониу Ошкар де Фрагозу Кармона (1869—1951) порт. António Óscar de Fragoso Carmona   | 9 июля 1926    | [ комм. 52 ]   | Армия       | 18 апреля 1928 | 3 (д)        | [ 159 ] [ 160 ]         |
| —      |             | Жайме Зузарте Кортезан (1884—1960) порт. Jaime Zuzarte Cortesão                               | 3 февраля 1927 | 7 февраля 1927 | независимый | [ комм. 56 ]   | [ комм. 57 ] | [ 161 ] [ 162 ] [ 163 ] |

### Национальная диктатура (1928—1933)
Режим военной диктатуры был формально прекращён после проведения прямых президентских выборов и вступления в должность избранного президента Жозе Мендеша Кабесадаша, при сохранении фактического контроля военных в государстве.
|           | Портрет           | Имя (годы жизни)                                                                                            | Полномочия     | Полномочия     | Партия      | Кабинет | Пр.                     |
| Начало    | Портрет           | Имя (годы жизни)                                                                                            | Окончание      |                | Партия      | Кабинет | Пр.                     |
| --------- | ----------------- | --- | -------------- | -------------- | ----------- | ------- | ----------------------- |
| 64 (I—II) |                   | генерал Жозе Висенте де Фрейташ (1869—1952) порт. José Vicente de Freitas                                   | 18 апреля 1928 | 10 ноября 1928 | армия       | 4 (д)   | [ 165 ] [ 166 ] [ 167 ] |
| 64 (I—II) | 10 ноября 1928    | генерал Жозе Висенте де Фрейташ (1869—1952) порт. José Vicente de Freitas                                   | 9 июля 1929    | 5 (д)          | армия       |         | [ 165 ] [ 166 ] [ 167 ] |
| 65        |                   | генерал Артур Ивенш Ферраш (1870—1933) порт. Artur Ivens Ferraz                                             | 9 июля 1929    | 21 января 1930 | армия       | 6 (д)   | [ 168 ] [ 169 ]         |
| 66        |                   | генерал Домингуш Аугушту Алвеш да Кошта Оливейра (1873—1957) порт. Domingos Augusto Alves da Costa Oliveira | 21 января 1930 | 5 июля 1932    | армия       | 7 (д)   | [ 170 ] [ 171 ]         |
| 67 (I)    |                   | Антониу ди Оливейра Салазар (1889—1970) порт. António de Oliveira Salazar                                   | 5 июля 1932    | 11 апреля 1933 | независимый | 8 (д)   | [ 172 ] [ 173 ] [ 174 ] |
|           | Национальный союз | Антониу ди Оливейра Салазар (1889—1970) порт. António de Oliveira Salazar                                   | 5 июля 1932    | 11 апреля 1933 |             | 8 (д)   | [ 172 ] [ 173 ] [ 174 ] |

### Новое государство (1933—1974)
Новое государство (порт. Estado Novo) — режим, установившийся после вступления в силу Конституции Португалии 1933 года. Правящей и единственной партией в стране в этот период являлся Национальный союз, фактическим диктатором — председатель совета министров (такое наименование было восстановлено конституцией для главы правительства) Антониу ди Оливейра Салазар. В сентябре 1968 года у Салазара произошёл инсульт, и председателем совета министров был назначен Марселу Каэтану, в целом продолживший политический курс предшественника. 9 сентября 1973 года в среде офицерского корпуса армии Португалии было создано подпольное военно-политическое Движение вооружённых сил («Движение капитанов»), подготовившее и осуществившее 25 апреля 1974 «Революцию гвоздик», отстранив от власти правительство Каэтану.
|             | Портрет                        | Имя (годы жизни)                                                                             | Полномочия       | Полномочия     | Партия            | Выборы | Кабинет                 | Пр.                     |
| Начало      | Портрет                        | Имя (годы жизни)                                                                             | Окончание        |                | Партия            | Выборы | Кабинет                 | Пр.                     |
| ----------- | ------------------------------ | -------------------------------------------------------------------------------------------- | ---------------- | -------------- | ----------------- | ------ | ----------------------- | ----------------------- |
| 67 (II—III) |                                | Антониу ди Оливейра Салазар (1889—1970) порт. António de Oliveira Salazar                    | 11 апреля 1933   | 18 января 1936 | Национальный союз | 1934   | 9 (д)                   | [ 172 ] [ 173 ] [ 174 ] |
| 67 (II—III) | 18 января 1936                 | Антониу ди Оливейра Салазар (1889—1970) порт. António de Oliveira Salazar                    | 27 сентября 1968 | 1938           | Национальный союз | 10 (д) |                         | [ 172 ] [ 173 ] [ 174 ] |
| 67 (II—III) | 18 января 1936                 | Антониу ди Оливейра Салазар (1889—1970) порт. António de Oliveira Salazar                    | 27 сентября 1968 | 1942           | Национальный союз | 10 (д) |                         | [ 172 ] [ 173 ] [ 174 ] |
| 67 (II—III) | 18 января 1936                 | Антониу ди Оливейра Салазар (1889—1970) порт. António de Oliveira Salazar                    | 27 сентября 1968 | 1945           | Национальный союз | 10 (д) |                         | [ 172 ] [ 173 ] [ 174 ] |
| 67 (II—III) | 18 января 1936                 | Антониу ди Оливейра Салазар (1889—1970) порт. António de Oliveira Salazar                    | 27 сентября 1968 | 1949           | Национальный союз | 10 (д) |                         | [ 172 ] [ 173 ] [ 174 ] |
| 67 (II—III) | 18 января 1936                 | Антониу ди Оливейра Салазар (1889—1970) порт. António de Oliveira Salazar                    | 27 сентября 1968 | 1953           | Национальный союз | 10 (д) |                         | [ 172 ] [ 173 ] [ 174 ] |
| 67 (II—III) | 18 января 1936                 | Антониу ди Оливейра Салазар (1889—1970) порт. António de Oliveira Salazar                    | 27 сентября 1968 | 1957           | Национальный союз | 10 (д) |                         | [ 172 ] [ 173 ] [ 174 ] |
| 67 (II—III) | 18 января 1936                 | Антониу ди Оливейра Салазар (1889—1970) порт. António de Oliveira Salazar                    | 27 сентября 1968 | 1961           | Национальный союз | 10 (д) |                         | [ 172 ] [ 173 ] [ 174 ] |
| 67 (II—III) | 18 января 1936                 | Антониу ди Оливейра Салазар (1889—1970) порт. António de Oliveira Salazar                    | 27 сентября 1968 | 1965           | Национальный союз | 10 (д) |                         | [ 172 ] [ 173 ] [ 174 ] |
| 68          |                                | Марселу Жозе даш Невеш Алвеш Каэтану (1906—1980) порт. Marcello José das Neves Alves Caetano | 27 сентября 1968 | 25 апреля 1974 | Национальный союз | 11 (д) | [ 176 ] [ 177 ] [ 178 ] |                         |
| 68          | 1969                           | Марселу Жозе даш Невеш Алвеш Каэтану (1906—1980) порт. Marcello José das Neves Alves Caetano | 27 сентября 1968 | 25 апреля 1974 | Национальный союз | 11 (д) | [ 176 ] [ 177 ] [ 178 ] |                         |
| 68          | Народное национальное действие | Марселу Жозе даш Невеш Алвеш Каэтану (1906—1980) порт. Marcello José das Neves Alves Caetano | 27 сентября 1968 | 25 апреля 1974 |                   | 11 (д) | [ 176 ] [ 177 ] [ 178 ] |                         |
| 68          | 1973                           | Марселу Жозе даш Невеш Алвеш Каэтану (1906—1980) порт. Marcello José das Neves Alves Caetano | 27 сентября 1968 | 25 апреля 1974 |                   | 11 (д) | [ 176 ] [ 177 ] [ 178 ] |                         |

## Третья Республика (с 1974)
Третья португальская республика (порт. Terceira República Portuguesa) является современным периодом истории Португалии с демократическим режимом, установленным после «Революции гвоздик».

### Революционный период (1974—1976)
После осуществления военно-политическим Движением вооружённых сил («Движением капитанов») 25 апреля 1974 года «Революции гвоздик» в качестве высшего органа государственной власти Португалии был создан Совет национального спасения, который исполнял обязанности главы государства до 15 мая 1974 года и главы правительства до 16 мая 1974 года.
Последующие правительства страны до проведения парламентских выборов в соответствии со вступившей в силу 2 апреля 1976 новой конституцией считались временными. Всего в период с 1974 по 1976 годы в Португалии работало 6 правительств, которые под соответствующими порядковыми номерами с дополнительным индексом «в» («временное») показаны в столбце «кабинет».
|           | Портрет          | Имя (годы жизни)                                                                                    | Полномочия       | Полномочия | Партия | Выборы       | Кабинет | Пр.                     |
| Начало    | Портрет          | Имя (годы жизни)                                                                                    | Окончание        | | Партия | Выборы       | Кабинет | Пр.                     |
| --------- | ---------------- | --------------------------------------------------------------------------------------------------- | ---------------- | --- | --- | ------------ | ------- | ----------------------- |
| —         |                  | генерал Антониу Себаштьян Рибейру де Спинола (1910—1996) порт. António Sebastião Ribeiro de Spinola | 25 апреля 1974   | 16 мая 1974 | армия | [ комм. 62 ] | снс     | [ 181 ] [ 182 ]         |
| 69        |                  | Аделину Эрмитериу да Палма Карлуш (1905—1992) порт. Adelino Hermitério da Palma Carlos              | 16 мая 1974      | 18 июля 1974 | независимый с участием Социалистической партии, Народно-демократической партии, Португальской коммунистической партии и Португальского демократического движения / Демократических избирательных комиссий | [ комм. 63 ] | 1 (в)   | [ 183 ] [ 184 ] [ 185 ] |
| 70 (I—IV) |                  | Вашку душ Сантуш Гонсалвеш (1922—2005) порт. Vasco dos Santos Gonsalves                             | 18 июля 1974     | 30 сентября 1974 | независимый с участием Социалистической партии, Народно-демократической партии, Португальской коммунистической партии и Христианско-демократической партии                                                | 1975         | 2 (в)   | [ 186 ] [ 187 ] [ 188 ] |
| 70 (I—IV) | 30 сентября 1974 | Вашку душ Сантуш Гонсалвеш (1922—2005) порт. Vasco dos Santos Gonsalves                             | 26 марта 1975    | независимый с участием Социалистической партии, Народно-демократической партии и Португальской коммунистической партии                                                                                    | 3 (в) | 1975         |         | [ 186 ] [ 187 ] [ 188 ] |
| 70 (I—IV) | 26 марта 1975    | Вашку душ Сантуш Гонсалвеш (1922—2005) порт. Vasco dos Santos Gonsalves                             | 8 августа 1975   | независимый с участием Социалистической партии, Народно-демократической партии, Португальской коммунистической партии и Португальского демократического движения / Демократических избирательных комиссий | 4 (в) | 1975         |         | [ 186 ] [ 187 ] [ 188 ] |
| 70 (I—IV) | 8 августа 1975   | Вашку душ Сантуш Гонсалвеш (1922—2005) порт. Vasco dos Santos Gonsalves                             | 19 сентября 1975 | независимый с участием Португальского демократического движения / Демократических избирательных комиссий                                                                                                  | 5 (в) | 1975         |         | [ 186 ] [ 187 ] [ 188 ] |
| 71        |                  | Жозе Батишта Пиньейру де Азеведу (1917—1983) порт. José Baptista Pinheiro de Azevedo                | 19 сентября 1975 | 23 июня 1976 | независимый с участием Социалистической партии, Народно-демократической партии и Португальской коммунистической партии                                                                                    | 1975         | 6 (в)   | [ 189 ] [ 190 ]         |
| и. о.     |                  | Вашку Фернанду Леоте де Алмейда и Кошта (1932—2010) порт. Vasco Fernando Leote de Almeida e Costa   | 23 июня 1976     | 23 июля 1976 | независимый с участием Социалистической партии, Народно-демократической партии и Португальской коммунистической партии                                                                                    | 1975         | 6 (в)   | [ 191 ] [ 192 ]         |

### Современный период (с 1976)
Вступившей в силу 2 апреля 1976 новой конституцией было установлено новое наименование должности главы правительства Португалии — премьер-министр (порт. Primeiro-ministro). После 1976 года в Португалии работало более 20 правительств, которые под соответствующими порядковыми номерами с дополнительным индексом «к» («конституционное») показаны в столбце «кабинет».
|            | Портрет         | Имя (годы жизни) | Полномочия      | Полномочия | Партия | Выборы | Кабинет | Пр.                     |
| Начало     | Портрет         | Имя (годы жизни) | Окончание       | | Партия | Выборы | Кабинет | Пр.                     |
| ---------- | --------------- | --- | --------------- | --- | --- | --- | ------- | ----------------------- |
| 72 (I—II)  |                 | Мариу Алберту Нобре Лопеш Суареш (1924—2017) порт. Mário Alberto Nobre Lopes Soares                                      | 23 июля 1976    | 23 января 1978 | Социалистическая партия | 1976 | 1 (к)   | [ 193 ] [ 194 ] [ 195 ] |
| 72 (I—II)  | 23 января 1978  | Мариу Алберту Нобре Лопеш Суареш (1924—2017) порт. Mário Alberto Nobre Lopes Soares                                      | 29 августа 1978 | Социалистическая партия в коалиции с Демократическим и социальным центром                                                       | 2 (к) | 1976 |         | [ 193 ] [ 194 ] [ 195 ] |
| 73         |                 | Алфреду Жорже Нобре да Кошта (1923—1996) порт. Alfredo Jorge Nobre da Costa                                              | 29 августа 1978 | 22 ноября 1978 | независимый | 1976 | 3 (к)   | [ 196 ] [ 197 ]         |
| 74         |                 | Карлуш Алберту да Мота Пинту (1936—1985) порт. Carlos Alberto da Mota Pinto                                              | 22 ноября 1978  | 1 августа 1979 | независимый | 1976 | 4 (к)   | [ 198 ] [ 199 ]         |
| 75         |                 | Мария де Лурдеш Руйву да Силва де Матуш Пинтасилгу (1930—2004) порт. Maria de Lourdes Ruivo da Silva de Matos Pintasilgo | 1 августа 1979  | 3 января 1980 | независимый с участием Независимого социал-демократического действия                                                                              | 1976 | 5 (к)   | [ 200 ] [ 201 ] [ 202 ] |
| 76         |                 | Франсишку Мануэл Лумбралиш де Са Карнейру (1934—1980) порт. Francisco Manuel Lumbrales de Sá Carneiro                    | 3 января 1980   | 4 декабря 1980 | Социал-демократическая партия в составе коалиции «Демократический альянс» с Демократическим и социальным центром                                  | 1979 1980 | 6 (к)   | [ 203 ] [ 204 ]         |
| —          |                 | Диогу Пинту Фруйташ ду Амарал (1941—2019) порт. Diogo Pinto de Freitas do Amaral                                         | 4 декабря 1980  | 9 января 1981 | Демократический и социальный центр в составе коалиции «Демократический альянс» с Социал-демократической партией                                   | 1979 1980 | 6 (к)   | [ 205 ] [ 206 ] [ 207 ] |
| 77 (I—II)  |                 | Франсишку Жозе Перейра Пинту Балсеман (1937—) порт. Francisco José Pereira Pinto Balsemão                                | 9 января 1981   | 4 сентября 1981 | Социал-демократическая партия в составе коалиции «Демократический альянс» с Демократическим и социальным центром и Народной монархической партией | 1979 1980 | 7 (к)   | [ 208 ] [ 209 ]         |
| 77 (I—II)  | 4 сентября 1981 | Франсишку Жозе Перейра Пинту Балсеман (1937—) порт. Francisco José Pereira Pinto Balsemão                                | 9 июня 1983     | 8 (к) | Социал-демократическая партия в составе коалиции «Демократический альянс» с Демократическим и социальным центром и Народной монархической партией | 1979 1980 |         | [ 208 ] [ 209 ]         |
| 72 (III)   |                 | Мариу Алберту Нобре Лопеш Суареш (1924—2017) порт. Mário Alberto Nobre Lopes Soares                                      | 9 июня 1983     | 6 ноября 1985 | Социалистическая партия в коалиции с Социал-демократической партией                                                                               | 1983 | 9 (к)   | [ 193 ] [ 194 ] [ 195 ] |
| 78 (I—III) |                 | Анибал Антониу Каваку Силва (1939—) порт. Aníbal António Cavaco Silva                                                    | 6 ноября 1985   | 17 августа 1987 | Социал-демократическая партия | 1985 | 10 (к)  | [ 210 ] [ 211 ] [ 212 ] |
| 78 (I—III) | 17 августа 1987 | Анибал Антониу Каваку Силва (1939—) порт. Aníbal António Cavaco Silva                                                    | 31 октября 1991 | 1987 | Социал-демократическая партия | 11 (к) |         | [ 210 ] [ 211 ] [ 212 ] |
| 78 (I—III) | 31 октября 1991 | Анибал Антониу Каваку Силва (1939—) порт. Aníbal António Cavaco Silva                                                    | 28 октября 1995 | 1991 | Социал-демократическая партия | 12 (к) |         | [ 210 ] [ 211 ] [ 212 ] |
| 79 (I—II)  |                 | Антониу Мануэл де Оливейра Гутерреш (1949—) порт. António Manuel de Oliveira Guterres                                    | 28 октября 1995 | 25 октября 1999 | Социалистическая партия в коалиции с Социал-демократической партией                                                                               | 1995 | 13 (к)  | [ 213 ] [ 214 ] [ 215 ] |
| 79 (I—II)  | 25 октября 1999 | Антониу Мануэл де Оливейра Гутерреш (1949—) порт. António Manuel de Oliveira Guterres                                    | 6 апреля 2002   | Социалистическая партия | 1999 | 14 (к) |         | [ 213 ] [ 214 ] [ 215 ] |
| 80         |                 | Жозе Мануэл Дуран Баррозу (1956—) порт. José Manuel Durão Barroso                                                        | 6 апреля 2002   | 17 июля 2004 | Социал-демократическая партия в коалиции с Демократическим и социальным центром — Народной партией                                                | 2002 | 15 (к)  | [ 216 ] [ 217 ] [ 218 ] |
| 81         |                 | Педру Мигел де Сантана Лопеш (1956—) порт. Pedro Miguel de Santana Lopes                                                 | 17 июля 2004    | 12 марта 2005 | Социал-демократическая партия в коалиции с Демократическим и социальным центром — Народной партией                                                | 2002 | 16 (к)  | [ 219 ] [ 220 ] [ 221 ] |
| 82 (I—II)  |                 | Жозе Сократеш Карвалью Пинту де Соза (1957—) порт. José Sócrates Carvalho Pinto de Sousa                                 | 12 марта 2005   | 26 октября 2009 | Социалистическая партия | 2005 | 17 (к)  | [ 222 ] [ 223 ] [ 224 ] |
| 82 (I—II)  | 26 октября 2009 | Жозе Сократеш Карвалью Пинту де Соза (1957—) порт. José Sócrates Carvalho Pinto de Sousa                                 | 21 июня 2011    | 2009 | Социалистическая партия | 18 (к) |         | [ 222 ] [ 223 ] [ 224 ] |
| 83 (I—II)  |                 | Педру Мануэл Мамеде Пасуш Коэлью (1964—) порт. Pedro Manuel Mamede Passos Coelho                                         | 21 июня 2011    | 30 октября 2015 | Социал-демократическая партия в коалиции с Демократическим и социальным центром — Народной партией                                                | 2011 | 19 (к)  | [ 225 ] [ 226 ]         |
| 83 (I—II)  | 30 октября 2015 | Педру Мануэл Мамеде Пасуш Коэлью (1964—) порт. Pedro Manuel Mamede Passos Coelho                                         | 26 ноября 2015  | Социал-демократическая партия в составе коалиции «Португалия впереди» с Демократическим и социальным центром — Народной партией | 2015 | 20 (к) |         | [ 225 ] [ 226 ]         |
| 84 (I—III) |                 | Антониу Луиш Сантуш да Кошта (1961—) порт. António Luís Santos da Costa                                                  | 26 ноября 2015  | 25 октября 2019 | 2015 | Социалистическая партия при парламентской поддержке Левого блока и Коалиции демократического единства (Португальская коммунистическая партия/Экологическая партия «Зелёные») | 21 (к)  | [ 227 ] [ 228 ] [ 229 ] |
| 84 (I—III) | 25 октября 2019 | Антониу Луиш Сантуш да Кошта (1961—) порт. António Luís Santos da Costa                                                  | 28 марта 2022   | 2019 | 22 (к) | Социалистическая партия при парламентской поддержке Левого блока и Коалиции демократического единства (Португальская коммунистическая партия/Экологическая партия «Зелёные») |         | [ 227 ] [ 228 ] [ 229 ] |
| 84 (I—III) | 28 марта 2022   | Антониу Луиш Сантуш да Кошта (1961—) порт. António Luís Santos da Costa                                                  | 2 апреля 2024   | Социалистическая партия | 2022 | 23 (к) |         | [ 227 ] [ 228 ] [ 229 ] |
| 85         |                 | Луиш Филипе Монтенегру Кардозу де Морайш Эштевеш (1973—) порт. Luís Filipe Montenegro Cardoso de Morais Esteves          | 2 апреля 2024   | действующий | Социал-демократическая партия в составе коалиции «Демократический альянс» с Демократическим и социальным центром — Народной партией               | 2024 | 24 (к)  | [ 230 ] [ 231 ]         |